# Kukinka
Kukinka – wieś w północno-zachodniej Polsce, położona w województwie zachodniopomorskim, w powiecie kołobrzeskim, w gminie Ustronie Morskie.
Według danych urzędu gminy z 2005 roku wieś miała 76 mieszkańców.
W latach 1975–1998 miejscowość administracyjnie należała do województwa koszalińskiego.